# Béthuzon
Le Béthuzon (orthographié autrefois Butézon) est une rivière française qui coule dans le département de la Lozère, en région Occitanie. C'est un affluent de rive gauche de la Jonte, donc un sous-affluent de la Garonne par le Tarn.

## Géographie

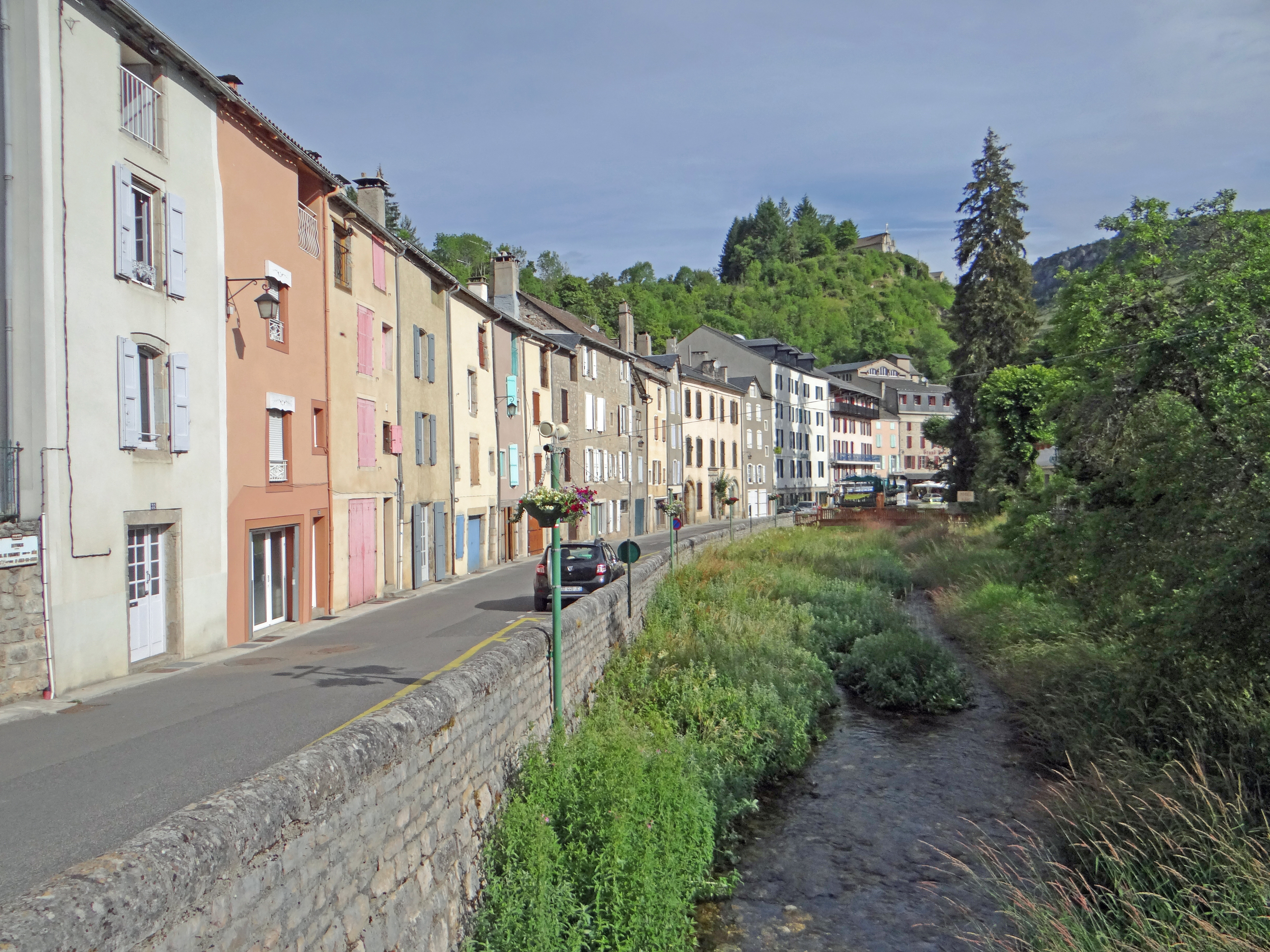
Le Béthuzon à Meyrueis, le long du quai de la Barrière.

Le Béthuzon prend sa source vers 1 447 mètres d'altitude dans le massif du mont Aigoual, quatre kilomètres à l'ouest de ce sommet, dans le sud du département de la Lozère, dans la partie ouest du parc national des Cévennes.
Naissant en contrebas du col de la Caumette en forêt de Rousses, il traverse les hameaux de Rousses et du Villaret puis le village de Ferrussac. Il passe en contrebas du château de Roquedols et longe la route départementale (RD) 986, pénétrant dans le bourg de Meyrueis.
Sur les derniers mètres de son parcours, il passe sous la RD 996 et se jette en une cascatelle dans la Jonte en rive gauche, à 695 mètres d'altitude.
S'écoulant globalement du sud-est vers le nord-ouest, le Béthuzon est long de 12,35 km.

### Commune et département traversés
Le Béthuzon arrose la seule commune de Meyrueis à l'intérieur du département de la Lozère.

### Affluents et nombre de Strahler
Selon le Sandre, le Béthuzon a douze affluents répertoriés dont les quatre plus longs, tous en rive gauche, sont d'amont vers l'aval :
- le ruisseau de la Croix de Fer (4,21 km)[3], qui reçoit lui-même les eaux du ruisseau de la Fageole (1,57 km)[4] ;
- le ruisseau des Bois (3,03 km)[5] ;
- le ruisseau de Pauchètes (1,86 km)[6] ;
- le valat de la Vinade (2,17 km)[7].

Trois des affluents du Béthuzon ayant eux-mêmes au moins un affluent, son nombre de Strahler est de trois.

### Bassin versant
Son bassin versant est limité à la seule commune de Meyrueis.

## Hydrologie
Le Béthuzon est une rivière cévenole, dont les crues consécutives aux orages cévénols peuvent être violentes et importantes.

## Photothèque

Le Béthuzon à Meyrueis
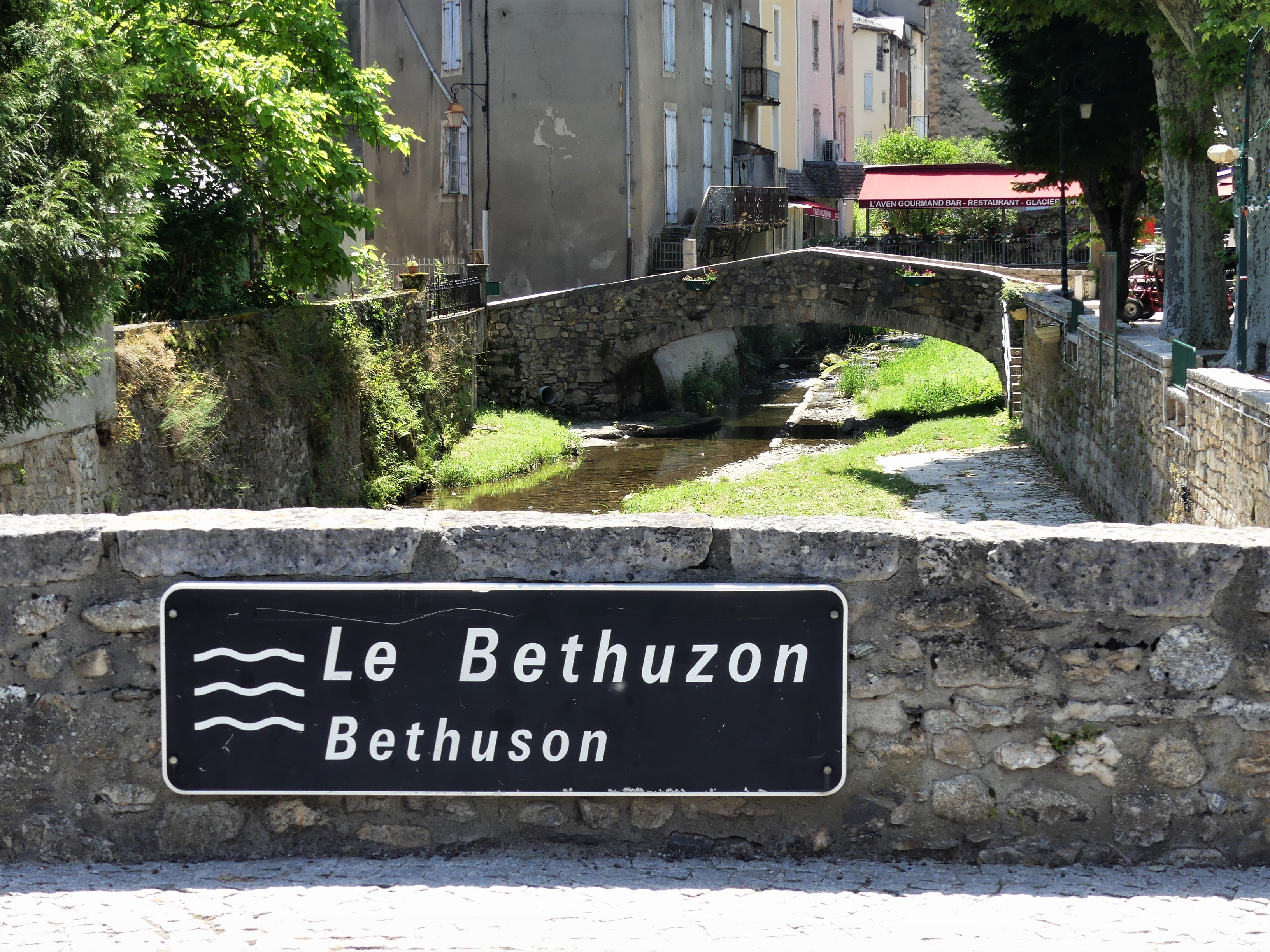
Panneau en français et occitan.
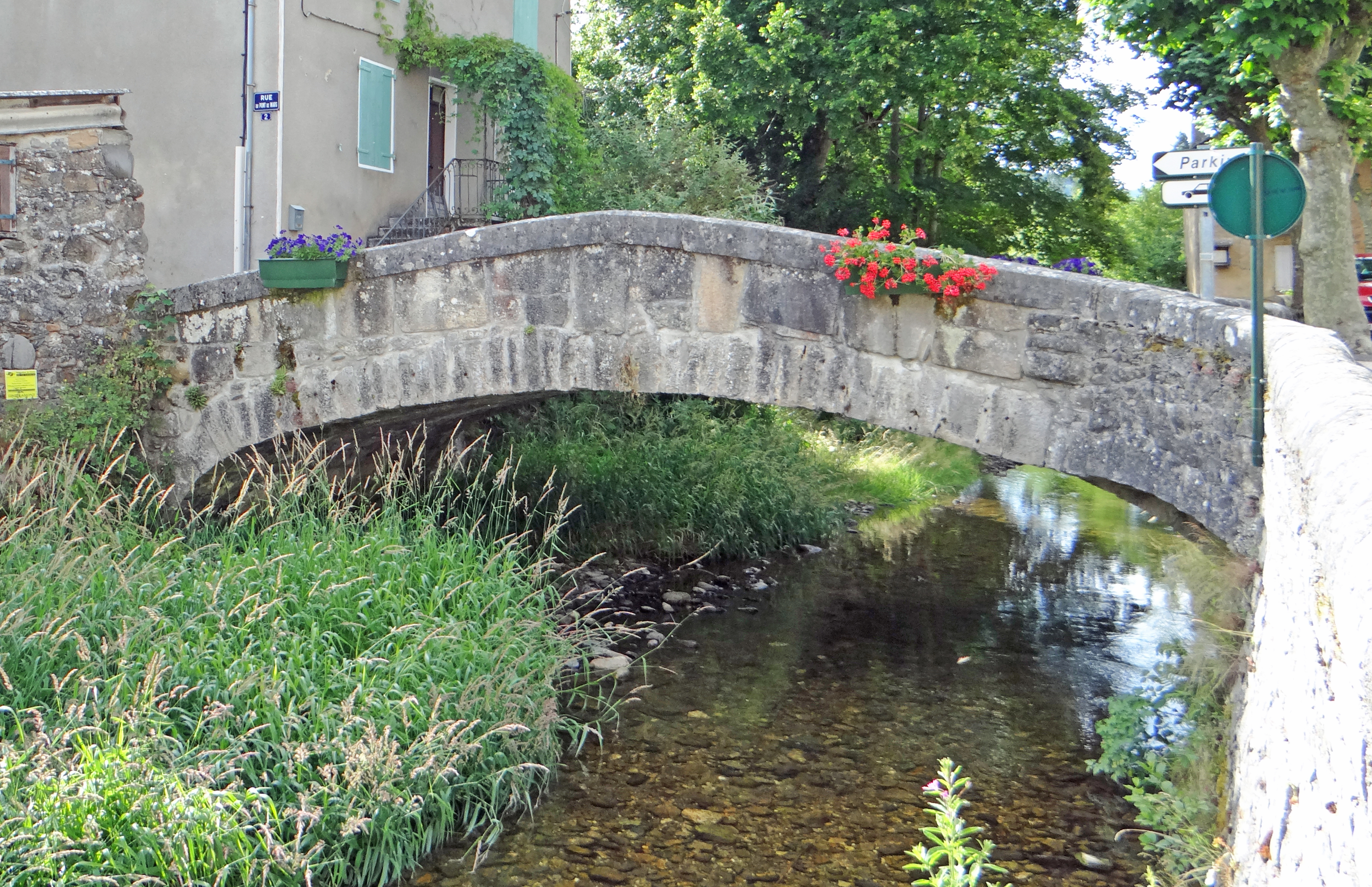
Petit pont sur le Béthuzon.
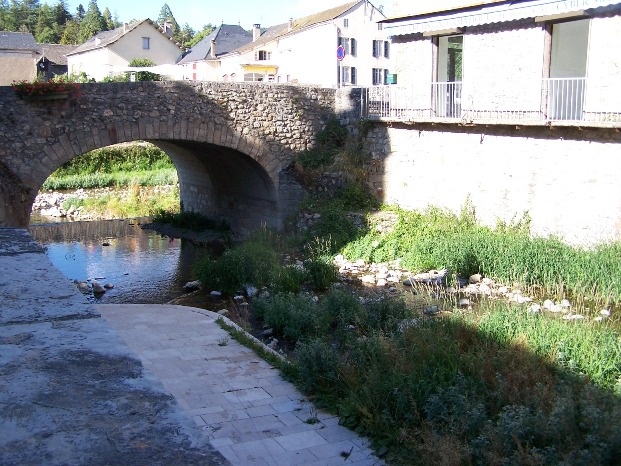
Le Béthuzon se jette dans la Jonte juste au-delà du pont.
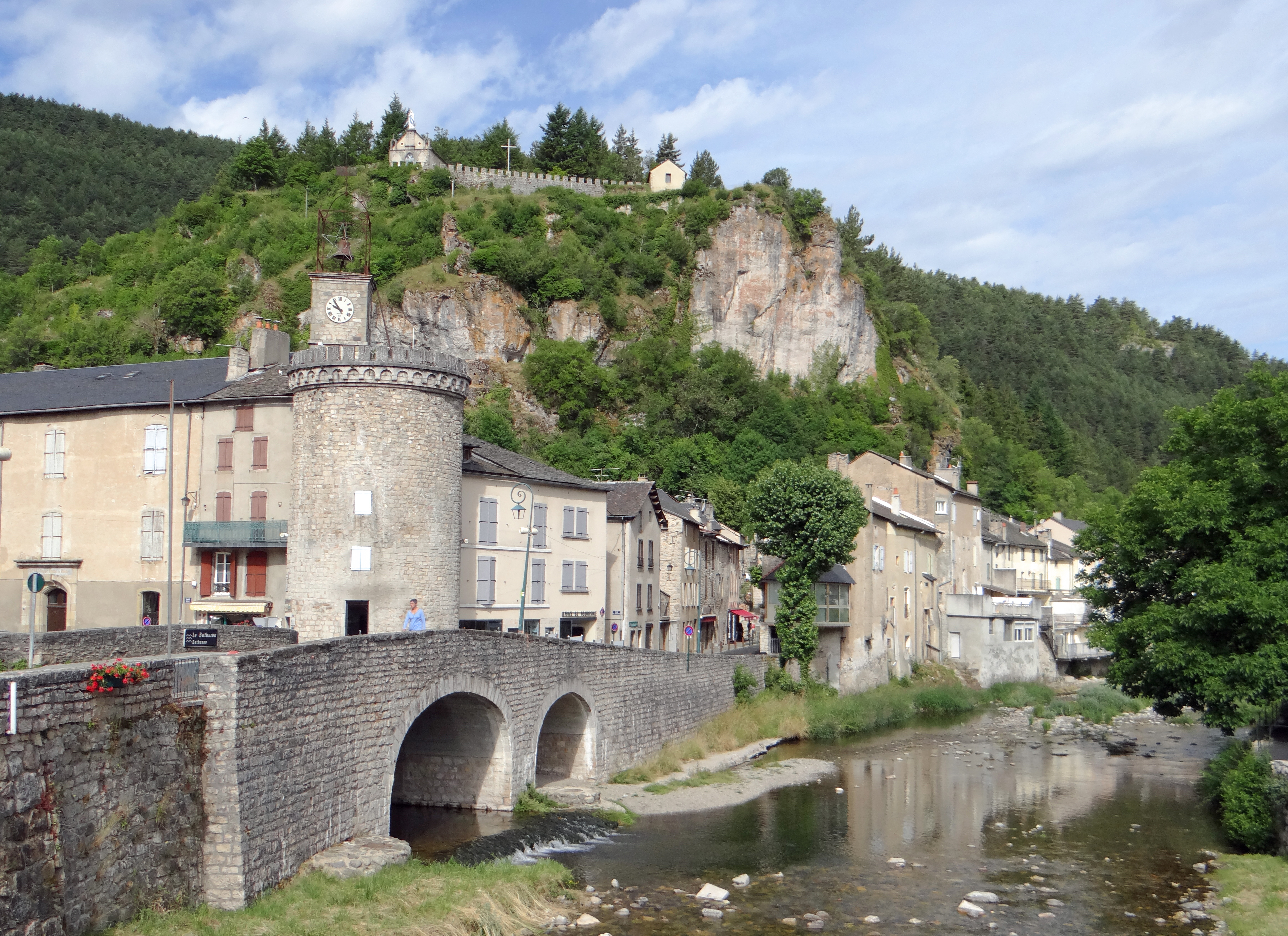
Le Béthuzon (à gauche) conflue avec la Jonte (venant d'en bas).
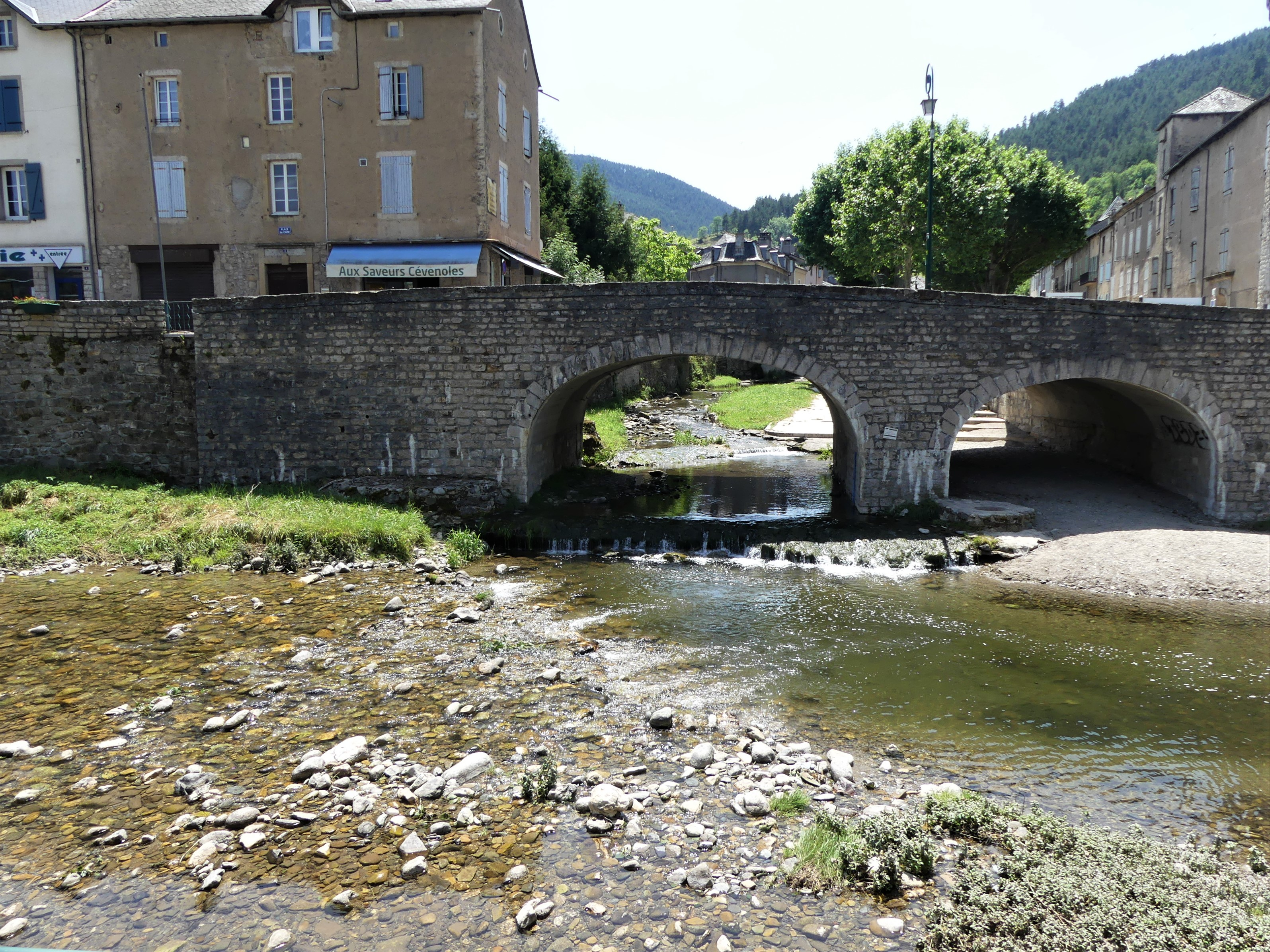
Le Béthuzon (en face) conflue  avec la Jonte (venant de la gauche).